# 福清文光学校
福清文光学校，原称私立文光中学，位于中华人民共和国福建省福清市，是一所由福建省福清第一中学与福建省佳和投资有限公司共同举办的全日制九年制私立中学。
福清文光学校的前身是由郑忾辰于1943年创办的私立文光中学，该学校于1951年并入福清第一中学。
1995年，福清文光中学在福清一中校舍复校，并于2011年迁出一中校区。
2013年，福清文光小学创立，并于2017年6月与福清文光中学合并，改称“福清文光学校”。

## 校史
- 1943年8月，郑忾辰等人士于凤凰山麓万寿寺处创办了职业学校“福清县私立文光中学”。
- 1947年，文光中学由福建省政府教育厅确定为普通高级中学，是为福清县第一所高级中学。
- 1951年4月7日，文光中学与福清县立初级中学合并，成立福清中学，1954年，福清中学改称福清第一中学
- 1995年，受制于“福建省一级达标高级中学”的评比需要，福清第一中学初中部开始筹划停止招生，并决定采用PPP模式与社会企业联办新的初中学校。1995年9月，“私立文光中学”在福清一中旧校舍复校。大部分福清一中初中部教师的关系转入文光中学。
- 2011年9月，福清文光中学迁往新校区。
- 2013年，福清文光小学成立。
- 2017年6月，福清文光中学和福清文光小学合并，成立福清文光学校。

## 现任校领导
- 校长兼党委书记 施浩生
- 小学部校长 林小青
- 工会主席 余爱棋
- 副校长 梁芸

## 外部资源
- 福清文光学校 （页面存档备份，存于）

## 引用文献
1. ↑  .   [2017-06-25]. （原始内容存档于2022-01-01）.
2. ↑  福清一中图书馆编，福清一中校志，2005年